# Temporada de huracanes del Atlántico de 2008
La temporada de huracanes del Atlántico de 2008 fue la más destructiva desde 2005, causando más de mil víctimas mortales y casi $50 billones de dólares en daños. La temporada se clasificó como la tercera más costosa de la historia en ese momento, pero desde entonces ha caído al décimo lugar. Fue una temporada por encima del promedio, con dieciséis tormentas tropicales, ocho de las cuales se convirtieron en huracanes y cinco que a su vez se convirtieron en huracanes mayores. Comenzó oficialmente el 1 de junio y terminó el 30 de noviembre de 2008. Estas fechas delimitan convencionalmente el período de cada año en el que se forman la mayoría de los ciclones tropicales en la cuenca del Atlántico. Sin embargo, la formación de la tormenta tropical Arthur hizo que la temporada comenzara un día antes. Fue el único año registrado en el que hubo un huracán importante en todos los meses desde julio hasta noviembre en el Atlántico Norte. Bertha se convirtió en el ciclón tropical de julio de mayor duración registrado en la cuenca, el primero de varios sistemas de larga duración durante 2008.

## Pronósticos
Los pronósticos de la actividad de huracanes son publicados antes de cada temporada por los expertos en huracanes Dr. Philip J. Klotzbach, Dr. William M. Gray, y sus asociados en la Universidad Estatal de Colorado; y por separado por meteorólogos de la NOAA. El equipo del Dr. Klotzbach (antes coordinado por el Dr. Gray) definió el número promedio de tormentas por temporada (1950 a 2000) como 9.6 tormentas tropicales, 5.9 huracanes, y 2.3 huracanes principales (tormentas que exceden la Categoría 3 en la Escala de huracanes de Saffir-Simpson). Una temporada normal, es definido por NOAA, al tener de 9 a 12 tormentas nombradas, con 5 a 7 de aquellos alcanzando la fuerza de huracán, y 1 a 3 huracanes mayores.

### Pronósticos previos a la temporada
El 7 de diciembre de 2007, el equipo de Klotzbach emitió su primer pronóstico de larga duración para la temporada 2008, prediciendo la actividad por encima de la promedio (13 tormentas nombradas, 7 huracanes, 3 de la Categoría 3 o más alto). El 9 de abril de 2008, fue emitido un nuevo pronóstico, presentando una buena temporada de huracanes por encima de la promedio de 15 tormentas nombradas, 8 huracanes, y 4 huracanes intensos.
La Administración Nacional Oceánica y Atmosférica (NOAA) predijo una temporada por encima de la promedio con 12 a 16 tormentas, 6 a 9 huracanes, y 2 a 5 huracanes mayores el 22 de mayo. El 18 de junio, la Oficina Meteorológica del Reino Unido (UKMO) predijo 15 tormentas para desarrollarse en el período de julio-noviembre con una posibilidad del 70 % que el número tuviera una variación de 10 a 20.

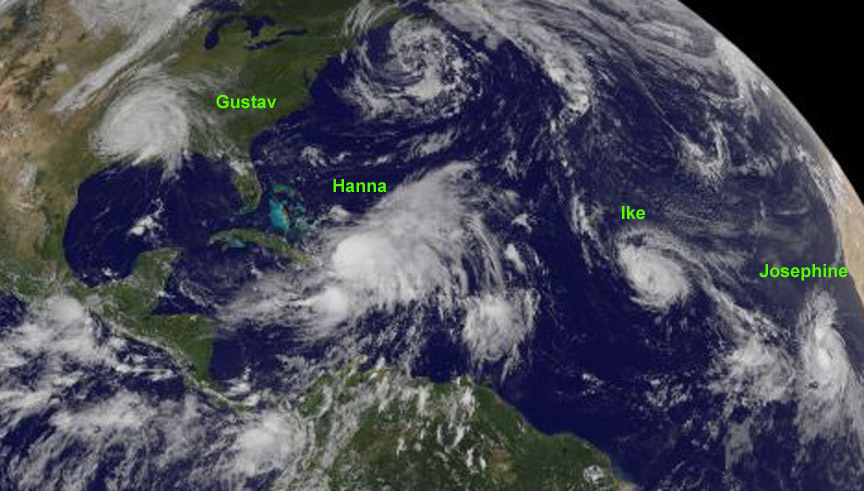
Actividad ciclónica en el Atlántico a principios de septiembre: de izquierda a derecha, el huracán Gustav sobre Luisiana, el huracán Hanna sobre las Bahamas y la tormenta tropical Ike en el océano Atlántico central y la tormenta tropical Josephine.

## Ciclones tropicales

### Tormenta tropical Arthur
La tormenta tropical Arthur se formó de manera inesperada hacia las 12.30, Tiempo del Centro de México del 31 de mayo, casi sobre tierra junto a las costas de Belice al sur de la bahía de Chetumal, el punto de formación se ubicó a unos 50 km al sursureste de la ciudad de Chetumal, desplazándose en dirección oeste-noroeste a unos 13 km/h.  Se formó a partir de un sistema de baja presión asociado a la tormenta tropical Alma del océano Pacífico que el 30 de mayo se había disipado. Arthur es la primera tormenta tropical que se forma en el mes de mayo desde la Tormentra tropical Arlene en 1981, otros sistemas, como la tormenta subtropical Andrea de 2007 se habían formado en este mes, pero como organismos subtropicales.
Véase:
- El archivo de avisos del Centro Nacional de Huracanes sobre la tormenta tropical Arthur (en inglés).
- La reseña del Servicio Meteorológico Nacional de México sobre la tormenta tropical Arthur.

### Huracán Bertha
La mañana del 1 de julio, una onda tropical fuerte se originó en la costa este de África. Ese mismo día, una superficie baja se desarrolló y la onda comenzó a tener una mejor organización. El Centro Nacional de Huracanes designó el sistema a depresión tropical Dos en las horas de la mañana del 3 de julio después de que mantuvo la convección sobre su centro durante al menos 12 horas. La depresión se organizó desarrollando dos distintos grupos de convección. Seis horas después de haberse formado como depresión, se intensificó a tormenta tropical Bertha, la segunda tormenta nombrada de la temporada. El Centro Nacional de Huracanes notó que este ciclón tropical fue pronosticado con una semana de anticipación por muchos modelos de ordenador globales.
Después de un encuentro de refuerzo el 6 de julio, Bertha se intensificó a huracán la mañana de 7 de julio cuando las imágenes de satélite y microondas indicaron que un rasgo de ojo se había formado. Esta siguió reforzándose en el transcurso de la mañana. Su rápida intensificación siguió esa tarde y Bertha se convirtió en un huracán mayor con vientos de 195 km/h y un ojo bien definido. La tendencia fortificante disminuyó en las primeras horas del 8 de julio, debido de vientos de cizalladura, y Bertha rápidamente se debilitó a categoría 1 huracán esa tarde. 
Nuevamente, Bertha comenzó a intensificarse rápidamente el 9 de julio cuando un nuevo ojo se había formado y el sistema se hizo más simétrico. El Centro Nacional de Huracanes elevó a Bertha a categoría dos con vientos de 170 km/h y afirmó que podría tener una intensificación más adelante como huracán mayor otra vez, pero se debilitó a categoría 1 con vientos de 135 km/h.
Véase:
- El archivo de avisos del Centro Nacional de Huracanes sobre el huracán Bertha (en inglés).

### Tormenta tropical Cristobal
Una zona de disturbios en las costas de Georgia se organizó lentamente y propició la formación de la depresión tropical Tres en las últimas horas del 18 de julio. Se intensificó en tormenta tropical Cristobal al siguiente día. Permaneció cerca y paralelo a las costas de Carolina, pero nunca tocó tierra. Se convirtió en extratropical el 23 de julio.
Véase:
- El archivo de avisos del Centro Nacional de Huracanes sobre la tormenta tropical Cristobal (en inglés).

### Huracán Dolly
Una fuerte onda tropical fue rastreada a través de su curso en el mar Caribe durante la segunda semana de julio. A pesar de que el sistema produjo convección fuerte y sostenía vientos de tormenta tropical, este dejó de desarrollar una circulación baja hasta el 20 de julio. Esa mañana, un avión de reconocimiento encontró una baja circulación y el sistema fue declarado a tormenta tropical Dolly a las 10:45 a. m. Tiempo del Centro a 435 km al este de Chetumal, México.
Dolly tocó tierra en la península de Yucatán durante las primeras horas del 21 de julio como una débil y desorganizada tormenta tropical, y salió hacia el golfo de México esa mañana. Diecisiete personas murieron en Guatemala a causa de deslaves provocados por las intensas lluvias de Dolly.
El 22 de julio a las 4 p. m. Tiempo del Centro, Dolly se intensificó en el segundo huracán de la temporada y en la mañana del 23 de julio alcanzó la Categoría 2. Tocó tierra a la 1 p. m. Tiempo del Centro (18:00 UTC) en South Padre Island.En dicho poblado, el impacto de Dolly fue tan fuerte, que llegó a ocasionar un gran agujero en un hotel conocido como Bahía Mar. Dolly no causó víctimas en Texas, pero ha sido el huracán más perjudicial en ese estado desde el huracán Alicia de 1983, con 1.5 mil millones de dólares en daños. La tormenta se disipó sobre el norte de México el 25 de julio.
Véase:
- El archivo de avisos del Centro Nacional de Huracanes sobre el huracán Dolly (en inglés).
- La reseña del Servicio Meteorológico Nacional de México sobre huracán Dolly.

### Tormenta tropical Edouard
A principios de agosto, una línea de esquileo permaneció en el noreste del golfo de México como una zona de baja presión. Esta energía ayudó a organizar una superficie baja a lo largo de la línea de Cizalladura del sistema en las primeras horas del 2 de agosto, y lentamente se organizó durante el día siguiente. Este se reforzó en la depresión tropical Cinco y para el 3 de agosto ganó intensidad y se convirtió en la tormenta tropical Edouard. La tormenta tocó tierra en el sureste del estado de Texas, Estados Unidos cerca de Port Arthur en la mañana del 5 de agosto como una fuerte tormenta tropical. Al adentrarse en tierra, el sistema se debilitó en depresión tropical por la tarde y posteriormente se convirtió en bajos remanentes el 7 de agosto al encontrarse interno en el estado de Texas.
Véase:
- El archivo de avisos del Centro Nacional de Huracanes sobre la tormenta tropical Edouard (en inglés).

### Tormenta tropical Fay
Una intensa onda tropical se movió en el noreste del Mar Caribe a mediados de agosto. El sistema produjo fuertes lluvias en su paso por las Islas de Sotavento, y en Puerto Rico antes de desplazarse hacia el oeste, mientras no podía desarrollar una circulación baja a pesar de que ya producía vientos de tormenta tropical. El 15 de agosto, se encontró en el sistema una circulación cerrada lo que lo clasificó como tormenta tropical Fay. Más tarde ese día, Fay produjo intensas lluvias en la isla de La Española posibilitando la amenaza de una gran inundación. Después de causar ligeros daños en la península de Florida se disipó el 23 de agosto.
Véase:
- El archivo de avisos del Centro Nacional de Huracanes de Estados Unidos sobre la tormenta tropical Fay (en inglés).

### Huracán Gustav
Un área de disturbio climático se desarrolló en el océano Atlántico en la cuarta semana de agosto. Se movió con dirección oeste hacia el Mar Caribe donde se encontró con favorables condiciones para su desarrollo y se convirtió en una depresión tropical en la mañana del 25 de agosto, al oeste de las Islas de Barlovento. Tuvo una rápida intensificación al convertirse en la tormenta tropical Gustav la tarde de ese mismo día. En las primeras horas del 26 de agosto, Gustav se convirtió en huracán. Al azotar el suroeste de Haití, se debilitó en una tormenta tropical la tarde del 28 de agosto debido a la interacción con tierra. Se reorganizó en un fuerte tormenta tropical una vez más el 28 de agosto azotar a Jamaica. El 29 de agosto, se intensificó en huracán y al siguiente día, Gustav se intensificó a categoría 3. Ese día alcanzó la categoría 4 con vientos de hasta 240 km/h. Posteriormente, Gustav tocó tierra en Cuba, primero en la Isla de la Juventud y después en la isla cubana en la población de Los Palacios, Provincia de Pinar del Río, causando daños catastróficos. Gustav emergió al golfo de México y se debilitó ligeramente a categoría 3, pero aún como huracán peligroso tocó tierra en la costa de Luisiana la mañana del 1 de septiembre. A las 8 a. m. CDT de ese día el CNH precisó que Gustav se había debilitado a categoría 2 antes de tocar tierra. Gustav cobró 86 vidas en su paso por el Caribe.
Véase:
- El archivo de avisos del Centro Nacional de Huracanes de Estados Unidos sobre el huracán Gustav (en inglés).

### Huracán Hanna
La depresión tropical Ocho se formó el 28 de agosto de un área de baja presión al este-noreste de las Islas de Sotavento del norte. Se intensificó a tormenta tropical más tarde ese mismo día adquiriendo el nombre de Hanna. El 1 de septiembre, cuando se movía cerca de la isla de Mayaguana en las Bahamas se convirtió en huracán. Pero en dejar la isla, se debilitó de nuevo a tormenta tropical, el día 2 de septiembre.
Después de cruzar toda la costa este de Estados Unidos, perdió la categoría de tormenta tropical el día 7 de septiembre.
Véase:
- El archivo de avisos del Centro Nacional de Huracanes de Estados Unidos sobre el huracán Hanna (en inglés).

### Huracán Ike
Un área de disturbio tropical se desarrolló al salir de la costa de África a finales de agosto. Se movió hacia el sur de Cabo Verde y lentamente se desarrolló. El 1 de septiembre, se convirtió en depresión tropical Nueve al oeste de las islas de Cabo Verde y más tarde en tormenta tropical. Días más tarde, el 3 de septiembre se convirtió en huracán de primera categoría con picos de viento de más de 150 km/h. y luego se fortaleció convirtiéndose en un huracán de categoría 4. En apenas 12 horas, Ike se convirtió de tormenta tropical a huracán de cuarta categoría bajando su presión en más de 60 hPa. Durante los días siguientes bajó la fuerza de sus vientos hasta la categoría 2 en la escala Safir-Simpson pero antes de tocar tierra, en la madrugada del 7 de septiembre recuperó hasta alcanzar de nuevo la cuarta categoría.
Véase:
- El archivo de avisos del Centro Nacional de Huracanes de Estados Unidos sobre el huracán Ike (en inglés).

### Tormenta tropical Josephine
Una perturbación tropical se comenzó a desarrollar de la costa de África a finales de agosto. Esto se movió al sur de Cabo Verde y lentamente se desarrolló. El 2 de septiembre se convirtió en la depresión tropical Diez mientras se localizaba al sursureste de las Islas de Cabo Verde. La depresión se intensificó rápidamente a una tormenta tropical más tarde ese día luego de haberse desplazado en al sur de las Islas de Cabo Verde.
Josephine perdió fuerza durante los días 5 y 6 de septiembre perdiendo la categoría de depresión tropical pero todavía puede recuperarla durante los próximos días.
Véase:
- El archivo de avisos del Centro Nacional de Huracanes de Estados Unidos sobre la tormenta tropical Josephine (en inglés).

### Huracán Kyle
Una fuerte perturbación tropical se movió a través del noreste del mar Caribe durante la tercera semana de septiembre. Se mantuvo sobre Puerto Rico y La Española propiciando intensas precipitaciones en dichas islas pero sin desarrollar una circulación cerrada. El 24 de septiembre, el sistema se comenzó a desplazar hacia el norte de las islas, y se convirtió en una tormenta tropical el 25 de septiembre. El 27 de septiembre a las 5:00 p. m. Tiempo del Atlántico se convirtió en huracán categoría 1 siendo el sexto huracán formado en esta temporada.
Véase:
- El archivo de avisos del Centro Nacional de Huracanes de Estados Unidos sobre el huracán Kyle (en inglés).

### Tormenta tropical Laura
En la última semana de septiembre, un sistema no tropical muy grande sobre el Atlántico del norte y central se movió lentamente hacia el oeste lejos de las islas de Azores. Cuando este entró en interacción con aguas más cálidas, ganó poco a poco características tropicales y fue declarado como tormenta subtropical Laura durante las primeras horas del 29 de septiembre. Al siguiente día se convirtió en tropical completamente y fue reclasificada como tormenta tropical Laura.
Véase:
- El archivo de avisos del Centro Nacional de Huracanes de Estados Unidos sobre la tormenta tropical Laura (en inglés).

### Tormenta tropical Marco
La depresión tropical Trece se formó de una muy pequeña pero bien organizada área de baja presión en la bahía de Campeche el 6 de octubre. Se intensificó rápidamente en tormenta tropical adquiriendo el nombre de Marco con vientos de 100 km/h la tarde de ese mismo día. Marco tocó tierra cerca del puerto de Veracruz, México la mañana siguiente con la misma intensidad. Marco se disipó esa noche como una pequeña circulación moviéndose tierra adentro.
Véase:
- El archivo de avisos del Centro Nacional de Huracanes de Estados Unidos sobre la tormenta tropical Marco (en inglés).

### Tormenta tropical Nana
La tormenta tropical Nana se formó el 12 de octubre de una perturbación que había estado desplazándose hacia el noroeste a lo largo de los dos días anteriores en medio del océano Atlántico entre la costa de oeste de África y las Antillas Menores. Al siguiente día, se degradó a depresión tropical y se disipó.
Véase:
- El archivo de avisos del Centro Nacional de Huracanes de Estados Unidos sobre la tormenta tropical Marco (en inglés).

### Huracán Omar
Un área de perturbación tropical en el mar Caribe había tenido bastante desorganización durante la segunda semana de octubre. Manteniendo un desplazamiento hacia el noreste a través de la región, los vientos de nivel superior disminuyeron bastante para la perturbación tropical y se reforzó y desarrolló más tarde en la depresión tropical Quince el 13 de octubre. Al siguiente día, cerca del mediodía se convirtió en tormenta tropical adquiriendo el nombre de Omar y manteniendo un  constante desarrollo, doce horas después alcanzó la categoría uno de huracán. A las 11 p. m. AST del 15 de octubre Omar se había convertido en un huracán mayor de categoría 3 y se ubicaba 45 km al sureste de Saint Croix.
Luego de alcanzar un pico cercano a la categoría 4 y cruzar por el Pasaje de Anegada comenzó a debilitarse para convertirse nuevamente en tormenta tropical en las últimas horas del 16 de octubre. Dos días más tarde se disipó en aguas abiertas del océano Atlántico.
Véase:
- El archivo de avisos del Centro Nacional de Huracanes de Estados Unidos sobre el huracán Omar (en inglés).

### Depresión tropical Dieciséis
Un área de disturbio en el oeste del Mar Caribe lentamente se desarrolló cerca de Nicaragua. Se organizó lo suficiente para convertirse en depresión tropical Dieciséis el 14 de octubre. Después de mantenerse bordeando la costa norte de Honduras (lo que le impidió reforzarse), su centro desorganizado tocó tierra cerca del mediodía el 15 de octubre en ese país. Se disipó sobre tierra esa tarde nunca alcanzando la intensidad de tormenta tropical. Sin embargo, las fuertes lluvias dejaron un total de 16 muertos y otros seis desaparecidos.
Véase:
- El archivo de avisos del Centro Nacional de Huracanes de Estados Unidos sobre la depresión tropical Dieciséis (en inglés).

### Huracán Paloma
Durante la tarde del 5 de noviembre, un área de disturbios alcanzó el suficiente desarrollo para ser clasificada como depresión tropical Diecisiete al sureste de las costas de Nicaragua y Honduras. En las primeras horas del día 6 se fortaleció y fue rebautizada tormenta tropical Paloma. Continuó fortaleciéndose para alcanzar categoría 1, en las últimas horas del día 6 y categoría 2 en la tarde del viernes 7. Hacia el final del día, adquirió la categoría 3, convirtiéndose en el quinto huracán mayor de la temporada. Pasó por las Islas Caimán y avanzó hacia el noreste, alcanzando un pico de categoría 4 con vientos de 230 km/h. Sin embargo, se debilitó a categoría 3 antes de tocar tierra en Santa Cruz del Sur, Cuba en la noche del 8 de noviembre. El 9 de noviembre fue degradada a tormenta tropical y luego a depresión. 
Este ciclón tropical fue el primero llamado "Paloma" y el cuarto que llevó un nombre con la letra "P" en el océano Atlántico desde que se comenzó a dar nombres a los huracanes en 1950. Otros huracanes que llevaron la letra "P" fueron: Pablo (1995), Peter (2003) y Philippe (2005).
Véase:
- El archivo de avisos del Centro Nacional de Huracanes de Estados Unidos sobre el huracán Paloma (en inglés).

## Estadísticas de la temporada
Esta es una tabla de todos los sistemas que se han formado en la temporada de huracanes de 2008. Incluye su duración, nombres, áreas afectada(s), indicados entre paréntesis, daños y muertes totales. Las muertes entre paréntesis son adicionales e indirectas, pero aún estaban relacionadas con esa tormenta. Los daños y las muertes incluyen totales mientras que la tormenta era extratropical, una onda o un baja, y todas las cifras del daño están en USD 2008.
| DT | TT | 1 | 2 | 3 | 4 | 5 |

| Nombre                  | Fechas activo                   | Categoría de tormenta en intensidad máxima | Vientos máx. (km/h) | Presión min (hPa) | ACE      | Áreas afectadas                                    | Áreas afectadas   | Áreas afectadas | Daños (en millones USD) | Muertos |
| Nombre                  | Fechas activo                   | Categoría de tormenta en intensidad máxima | Vientos máx. (km/h) | Presión min (hPa) | ACE      | Lugar                                              | Fecha             | Vientos (km/h)  | Daños (en millones USD) | Muertos |
| ----------------------- | ------------------------------- | ------------------------------------------ | ------------------- | ----------------- | -------- | -------------------------------------------------- | ----------------- | --------------- | ----------------------- | ------- |
| Arthur                  | 31 de mayo – 1 de junio         | Tormenta tropical                          | 75 (45)             | 1004              | 0.7725   | Belice                                             | 31 de mayo        | 75 (45)         | $78 millones            | 5       |
| Bertha                  | 3 – 20 de julio                 | Huracán categoría 3                        | 205 (125)           | 952               | 28.4     | Ninguno                                            | Ninguno           | Ninguno         | N/A                     | 3       |
| Cristobal               | 19 – 23 de julio                | Tormenta tropical                          | 100 (65)            | 998               | 3.8125   | Ninguno                                            | Ninguno           | Ninguno         | N/A                     | 0       |
| Dolly                   | 20 – 25 de julio                | Huracán categoría 2                        | 155 (100)           | 963               | 5.445    | Cancún, México                                     | 21 de julio       | 85 (50)         | $1.05 mil millones      | 1       |
| Dolly                   | 20 – 25 de julio                | Huracán categoría 2                        | 155 (100)           | 963               | 5.445    | Isla del Padre Sur, Texas                          | 23 de julio       | 140 (85)        | $1.05 mil millones      | 1       |
| Dolly                   | 20 – 25 de julio                | Huracán categoría 2                        | 155 (100)           | 963               | 5.445    | Port Mansfield, Texas                              | 23 de julio       | 130 (80)        | $1.05 mil millones      | 1       |
| Edouard                 | 3 – 6 de agosto                 | Tormenta tropical                          | 100 (65)            | 996               | 1.6975   | Refugio Nacional de vida silvestre McFaddin, Texas | 5 de agosto       | 100 (65)        | N/A                     | 1       |
| Fay                     | 15 – 27 de agosto               | Tormenta tropical                          | 110 (70)            | 986               | 7.29     | Altagracia, República Dominicana                   | 15 de agosto      | 65 (40)         | $560 millones           | 68      |
| Fay                     | 15 – 27 de agosto               | Tormenta tropical                          | 110 (70)            | 986               | 7.29     | Isla de la Gonave, Haití                           | 16 de agosto      | 75 (45)         | $560 millones           | 68      |
| Fay                     | 15 – 27 de agosto               | Tormenta tropical                          | 110 (70)            | 986               | 7.29     | Provincias de Granma & Cienfuegos, Cuba            | 17 y 18 de agosto | 85 (50)         | $560 millones           | 68      |
| Fay                     | 15 – 27 de agosto               | Tormenta tropical                          | 110 (70)            | 986               | 7.29     | Cayo Hueso, Florida                                | 18 de agosto      | 95 (60)         | $560 millones           | 68      |
| Fay                     | 15 – 27 de agosto               | Tormenta tropical                          | 110 (70)            | 986               | 7.29     | Cabo Romano & Flagler Beach, Florida               | 19 y 21 de agosto | 100 (65)        | $560 millones           | 68      |
| Fay                     | 15 – 27 de agosto               | Tormenta tropical                          | 110 (70)            | 986               | 7.29     | Carrabelle, Florida                                | 23 de agosto      | 85 (50)         | $560 millones           | 68      |
| Gustav                  | 25 de agosto – 4 de septiembre  | Huracán categoría 4                        | 250 (155)           | 941               | 18.1525  | Península de Tiburón, Haití                        | 26 de agosto      | 130 (80)        | $6.72 mil millones      | 153     |
| Gustav                  | 25 de agosto – 4 de septiembre  | Huracán categoría 4                        | 250 (155)           | 941               | 18.1525  | Manchioneal & Lionel Town, Jamaica                 | 28 y 29 de agosto | 110 (70)        | $6.72 mil millones      | 153     |
| Gustav                  | 25 de agosto – 4 de septiembre  | Huracán categoría 4                        | 250 (155)           | 941               | 18.1525  | Isla de la Juventud, Cuba                          | 30 de agosto      | 230 (145)       | $6.72 mil millones      | 153     |
| Gustav                  | 25 de agosto – 4 de septiembre  | Huracán categoría 4                        | 250 (155)           | 941               | 18.1525  | Pinar del Río, Cuba                                | 30 de agosto      | 250 (155)       | $6.72 mil millones      | 153     |
| Gustav                  | 25 de agosto – 4 de septiembre  | Huracán categoría 4                        | 250 (155)           | 941               | 18.1525  | Cocodrie, Luisiana                                 | 1 de septiembre   | 165 (105)       | $6.72 mil millones      | 153     |
| Hanna                   | 28 de agosto – 7 de septiembre  | Huracán categoría 1                        | 140 (85)            | 977               | 10.4125  | Providenciales, Islas Turcas y Caicos              | 2 de septiembre   | 140 (85)        | $160 millones           | 501     |
| Hanna                   | 28 de agosto – 7 de septiembre  | Huracán categoría 1                        | 140 (85)            | 977               | 10.4125  | Caicos Central, Islas Turcas y Caicos              | 3 de septiembre   | 95 (60)         | $160 millones           | 501     |
| Hanna                   | 28 de agosto – 7 de septiembre  | Huracán categoría 1                        | 140 (85)            | 977               | 10.4125  | Carolina del Norte-Carolina del Sur                | 6 de septiembre   | 110 (70)        | $160 millones           | 501     |
| Ike                     | 1 – 14 de septiembre            | Huracán categoría 4                        | 230 (145)           | 935               | 39.0075  | Isla Gran Inagua, Bahamas                          | 7 de septiembre   | 205 (125)       | $38.48 mil millones     | 196     |
| Ike                     | 1 – 14 de septiembre            | Huracán categoría 4                        | 230 (145)           | 935               | 39.0075  | Holguín, Cuba                                      | 8 de septiembre   | 215 (130)       | $38.48 mil millones     | 196     |
| Ike                     | 1 – 14 de septiembre            | Huracán categoría 4                        | 230 (145)           | 935               | 39.0075  | Pinar del Río, Cuba                                | 9 de septiembre   | 130 (80)        | $38.48 mil millones     | 196     |
| Ike                     | 1 – 14 de septiembre            | Huracán categoría 4                        | 230 (145)           | 935               | 39.0075  | Isla de Galveston, Texas                           | 13 de septiembre  | 175 (110)       | $38.48 mil millones     | 196     |
| Josephine               | 2 – 6 de septiembre             | Tormenta tropical                          | 100 (65)            | 994               | 3.07     | Ninguno                                            | Ninguno           | Ninguno         | N/A                     | 0       |
| Kyle                    | 25 – 29 de septiembre           | Huracán categoría 1                        | 140 (85)            | 984               | 5.425    | Yarmouth, Nueva Escocia, Canadá                    | 29 de septiembre  | 120 (75)        | N/A                     | 6       |
| Laura                   | 29 de septiembre – 1 de octubre | Tormenta tropical                          | 95 (60)             | 994               | 0.995    | Ninguno                                            | Ninguno           | Ninguno         | N/A                     | 0       |
| Marco                   | 6 – 7 de octubre                | Tormenta tropical                          | 100 (65)            | 998               | 1.3175   | Misantla, México                                   | 7 de octubre      | 100 (65)        | N/A                     | 0       |
| Nana                    | 12 – 14 de octubre              | Tormenta tropical                          | 65 (40)             | 1004              | 0.49     | Ninguno                                            | Ninguno           | Ninguno         | N/A                     | 0       |
| Omar                    | 13 – 18 de octubre              | Huracán categoría 4                        | 215 (130)           | 958               | 8.9825   | Ninguno                                            | Ninguno           | Ninguno         | $5 millones             | 0       |
| Dieciséis               | 14 – 15 de octubre              | Depresión tropical                         | 45 (30)             | 1004              | 0        | Punta Patuca, Honduras                             | 15 de octubre     | 45 (30)         | N/A                     | 9       |
| Paloma                  | 5 – 9 de noviembre              | Huracán categoría 4                        | 230 (145)           | 944               | 9.2025   | Jardines de la Reina, Cuba                         | 8 de noviembre    | 175 (110)       | $320 millones           | 0       |
| Paloma                  | 5 – 9 de noviembre              | Huracán categoría 4                        | 230 (145)           | 944               | 9.2025   | Camagüey, Cuba                                     | 9 de noviembre    | 155 (100)       | $320 millones           | 0       |
| Totales de la temporada |                                 |                                            |                     |                   |          |                                                    |                   |                 |                         |         |
| 17 ciclones             | 31 de mayo - 9 de noviembre     |                                            | 250 (155)           | 935               | 144.3825 | 27                                                 | 27                | 27              | $47.37 mil millones     | 1035    |

## Energía Ciclónica Acumulada
| 1            | 39.0 | Ike    | 9  | 5.43  | Kyle      |
| 2            | 28.4 | Bertha | 10 | 3.81  | Cristobal |
| 3            | 18.2 | Gustav | 11 | 3.07  | Josephine |
| 4            | 10.4 | Hanna  | 12 | 1.70  | Edouard   |
| 5            | 9.20 | Paloma | 13 | 1.32  | Marco     |
| 6            | 8.98 | Omar   | 14 | 0.905 | Laura     |
| 7            | 7.29 | Fay    | 15 | 0.773 | Arthur    |
| 8            | 5.45 | Dolly  | 16 | 0.490 | Nana      |
| Total: 144.4 |      |        |    |       |           |

La tabla de la derecha muestra la Energía Ciclónica Acumulada de cada tormenta formada en la temporada. La ECA es, a grandes rasgos, una medida de la energía del huracán multiplicado por la longitud del tiempo en que existió, las tormentas que hayan pasado de un largo plazo, así como huracanes particularmente fuertes, tendrán ECA alta. La ECA se calcula solamente a sistemas tropicales en exceder los 34 nudos (39 mph, 63 km/h) o fuerza de tormenta tropical.

## Nombres de ciclones tropicales
Los siguientes nombres fueron usados para las tormentas nombradas que se formaron en el Atlántico Norte durante la temporada de 2008. Los nombres que no fueron retirados serán usados nuevamente en la temporada de 2014. Esta lista es la misma que se utilizó en la temporada de 2002 con excepción de Ike y Laura que reemplazaron a Isidoro y Lili de la temporada de 2002, respectivamente. Los nombres de Ike, Omar y Paloma fueron usados para tormentas del Atlántico por primera vez en 2008, aunque Laura ya había sido usado para la temporada de 1971.
| - Arthur - Bertha - Cristobal - Dolly - Edouard - Fay - Gustav | - Hanna - Ike - Josephine - Kyle - Laura - Marco - Nana | - Omar - Paloma - Rene (sin usar) - Sally (sin usar) - Teddy (sin usar) - Vicky (sin usar) - Wilfred (sin usar) |

### Nombres retirados
El 22 de abril de 2009, la Organización Meteorológica Mundial (WMO) retiró oficialmente los nombres de Gustav, Ike y Paloma y fueron reemplazados por Gonzalo, Isaias y Paulette, respectivamente, en la temporada de 2014.